# 陳泰銘 (台灣)
陳泰銘（英語：Pierre Chen，1956年9月28日—），是臺灣企業家，為國巨集團董事長。生於台灣臺南市，畢業於國立成功大學工程科學系。在1977年創立了國巨，並在2022年與鴻海集團攜手合作，共同創辦了國創半導體。

## 生平
陳泰銘，出生於1956年，是台南市人，在高雄港邊長大。他的父親從事西藥產業，而母親則出身於書香世家。此外，他的舅舅是知名作家莊柏林。陳泰銘在國立成功大學取得了工程科學學士學位。
在1977年，陳泰銘的哥哥陳木元獨力創立了國巨集團。然而，陳泰銘在1985年成立了台灣阻抗公司，專門販售由國巨生產的陶瓷電容器（MLCC）和晶片電阻（Chip Resistors）。後來於1989年，國巨公司合併了台灣阻抗公司，哥哥陳木元則賣掉手中的國巨股份，兩兄弟決定和平分家。隨著陳泰銘接手國巨公司，他持續透過併購來擴大企業規模，在1994年至2006年期間相繼併購了超過十一家公司。因此，陳泰銘被譽為「被動元件界併購天王」。

## 藝術收藏
陳泰銘是一位知名的藝術收藏家，他自1976年開始收藏藝術品。他的收藏中包含了盧西安·弗洛伊德、大衛·霍克尼等藝術家之珍貴的作品。其中台灣藝術家陳澄波在日治時期創作的油畫作品《淡水》。這幅作品在拍賣會上以450萬美元（約新台幣1.44億元）的價格成交，創下了華裔藝術家以超過1億新台幣購買油畫的世界紀錄。為了管理陳泰銘的藝術收藏，他成立了國巨基金會。

## 外部連結
- 國立成功大學工程科學系傑出系友 （页面存档备份，存于）
- 陳泰銘的Instagram帳戶